# José Galluzo
José Galluzo y Páez (Orán, 1746-Badajoz, 19 de febrero de 1817) fue un militar español durante la guerra contra la Convención y la guerra de la Independencia.

## Biografía
Tras ocupar varios mandos en el Real Cuerpo de Artillería, entre otros governador interino de la provincia de la Guajira en el Virreinato de la Nueva Granada, fue el primer presidente de la Junta Suprema de Extremadura y poco después, en septiembre de 1808, fue nombrado capitán general de Extremadura. 
Al llegar a Madrid el 18 de octubre de 1808 al mando del Ejército de Extremadura, fue relevado por la Junta Central a raíz de sus reiteradas quejas respecto a la falta de medios y sustituido por Ramón Patiño, conde de Belveder, un militar con poca experiencia que sería derrotado el mes siguiente en la batalla de Gamonal.
El 18 de julio de 1812 fue nombrado capitán general de Castilla la Vieja.